# Kólob

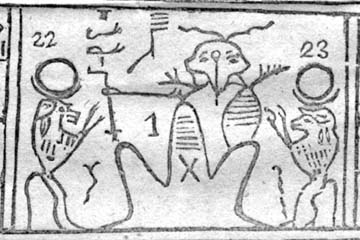
Detalle del hipocéfalo de Joseph Smith el cual, según Joseph Smith, contiene una representación de Kólob (referencia numérica 1).

Kólob es una estrella o planeta cercano al trono de Dios, perteneciente a las creencias de La Iglesia de Jesucristo de los Santos de los Últimos Días. Se lo menciona en el Libro de Abraham, uno de los libros canónicos de varias denominaciones mormonas.

## Descripción

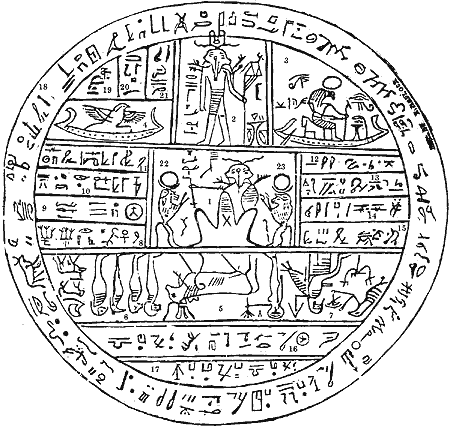
Facsímil No. 2 del Libro de Abraham, en el cual Joseph Smith dijo que se hacía referencia a Kólob. La parte del hipocéfalo en la que según Smith se señala Kólob, aparece numerada como "1" en el centro.

Kólob es mencionado en el Libro de Abraham, publicado originalmente en el periódico Times and Seasons en 1842, y actualmente incluido en La Perla de Gran Precio como parte del canon de escrituras consideradas sagradas en el mormonismo:

«(...) y vi las estrellas, y que eran muy grandes, y que una de ellas se hallaba más próxima al trono de Dios; y había muchas de las grandes que estaban cerca;... y el nombre de la mayor es Kólob, porque está cerca de mí, pues yo soy el Señor tu Dios; a ésta la he puesto para regir a todas las que pertenecen al mismo orden que ésa sobre la cual estas.»

Joseph Smith describe a Kólob en los siguientes términos:

«Kólob, que significa la primera creación, la más próxima a lo celestial, o sea, a la morada de Dios. Primera en gobierno, última en cuanto a la medida de tiempo. La medida corresponde al tiempo celestial, que significa un día por codo. Un día en Kólob equivale a mil años, según la manera de medir de esta tierra, a la cual los egipcios dan el nombre de Jah-oh-eh.»

El Libro de Abraham describe una jerarquía de cuerpos celestes, incluyendo la Tierra la Luna y el Sol, cada uno con movimientos y mediciones de tiempo diferentes, donde en la cima, el cuerpo rotatorio más lento es Kolob, en el cual un día equivale a mil años terrestres. Adicionalmente, se puede encontrar información similar en los Escritos Egipcios de Kirtland que constituyen los manuscritos de puño y letra de Smith y sus escribas.

## Exégesis

### Literal
Según la interpretación literal, Kólob corresponde a un planeta o estrella que es, o está cerca de, la residencia material de Dios. Joseph Smith sostuvo que este astro fue descubierto por Matusalén y Abraham a través del Urím y Tumím.
El historiador y líder mormón de finales del siglo XIX Brigham Henry Roberts, sostenía que el Sol giraba alrededor de una estrella conocida como Kae-e-vanrash, la cual a su vez lo hace en torno a otra llamada Kli-flos-es-es o Hah-ko-kau-beam; la cual tiene una órbita alrededor de Kólob. Roberts lo considera, entonces, "el gran centro de la parte del Universo al cual pertenece nuestro sistema planetario". Con base en las teorías de su época, creyó que esta jerarquía de estrellas en órbita de otras estrellas será confirmada por los astrónomos.
La interpretación literal de Kólob como una estrella o un planeta real tuvo un impacto significativo sobre la formación de la fe mormona, dando lugar a concepciones como la de que Dios habita dentro de este Universo, y que la creación bíblica es una creación local, ya sea de la Tierra, del Sistema solar o de esta galaxia.

#### Estrella o planeta
Si bien el Libro de Abraham se refiere a Kólob como una "estrella", esta expresión se aplica también a los planetas y, por lo tanto, algunos comentaristas consideran a Kólob un planeta. El propio texto no es claro al respecto, por lo que los comentaristas han defendido ambas posiciones.
En el capítulo tres del Libro de Abraham se lee que este patriarca: "vi[ó] las estrellas... y que una de ellas se hallaba más próxima al trono de Dios;... y el nombre de la mayor es Kólob". En el Alfabeto y gramática egipcia de Joseph Smith, se clasifica a Kólob como una de las doce "estrellas fijas", a diferencia de los quince "planetas móviles". El término estrella fija en la época, se aplicaba a un objeto astronómico que parecía inmóvil, si bien ya en 1718, Halley sostuvo que podrían tener un movimiento lento. Agrega Smith que Kólob se mueve "más rápido que el resto de las doce estrellas fijas".
El texto del Libro de Abraham parece clasificar a Kólob dentro de una jerarquía de "planetas". No obstante, la explicación del mencionado Libro de Abraham define la palabra Kókaubeam ( transliteración aproximada del hebreo כּוֹכָבִים) como "todos los grandes luminares que había en el firmamento del cielo". Esto parece incluir a los planetas como parte de las "estrellas" y, al parecer, la misma Tierra es considerada parte de estas "estrellas"  y. también se menciona al Sol como un "planeta regente".
En cuanto a los autores del movimiento, Brigham Young, segundo presidente de la Iglesia se refirió a Kólob como un planeta. Del mismo modo, lo hicieron John Taylor, Orson Pratt, Orson F. Whitney, Alvin R. Dyer y otros. Brigham Henry Roberts y el presidente David O. McKay, se refirieron a Kólob como una estrella.
Según la creencia mormona, los mundos extraterrestres habitados serán convertidos en cuerpos luminosos como esferas de fuego, este proceso es llamado celestializar¡ción y puede explicar que Kólob sea llamado tanto planeta como estrella. Al respecto, el libro  "Doctrina de Salvación" sostiene que probablemente muchas de las estrellas, el Sol incluido, son planetas que se están celestializando.

#### Lugar de nacimiento de la Tierra
Varios autores mormones sostienen que la Tierra fue creada cerca de Kólob durante un periodo de 6000 años (6 días según el tiempo en Kólob) y luego, arrojada al sistema solar después de la caída de Adán. Esta teoría se basa en comentarios orales atribuidos a Joseph Smith, pero también en un pasaje del Libro de Abraham donde dice que en el Jardín del Edén el tiempo era medido "según el tiempo del Señor, que era según el tiempo de Kólob; porque hasta entonces los Dioses aún no le habían señalado a Adán su manera de calcular el tiempo". Según arguyen, la razón de este cómputo era porque la Tierra se encontraba cerca de Kólob, _Añaden que, en el final de los tiempos, la Tierra será regresada a su órbita original cerca de Kólob.

#### Astronomía especulativa
Varios autores mormones han intentado identificar a Kólob con algún cuerpo celeste, especulación que no es siquiera considerada por la ciencia astronómica.
La más difundida de estas identificaciones cree que Kólob es Sagitario A*, una estrella en el Centro Galáctico. Esta opinión ha contado con el apoyo de varias exautoridades de la Iglesia, incluyendo a J. Reuben Clark, George Reynolds y Janne M. Sjödahl. Otra  teoría considera que Kólob existe en un lugar llamado "centro metagaláctico", alrededor del cual giran la Vía Láctea y otras galaxias. Por último, se ha especulado que Kólob es Polaris.
En el siglo XIX, se creía que existía un Sol Central de la Vía Láctea o de Universo, sin  embargo, hacia 1850 se comenzó a dejar de lado esta idea. Según la astronomìa del siglo XXI, el centro de la galaxia es una fuente de ondas de radio muy brillante y compacta, casi con toda seguridad un agujero negro supermasivo. Por otra parte la idea de un centro metagaláctico fue aceptada hasta medidados del siglo XX, pero ha sido abandonada.
La doctrina de la Iglesia es que todas estas especulaciones son meramente opiniones personales que no comprometen a la doctrina revelada.

### Metafórica
Además de la creencia literal en Kólob, la Iglesia señala que Kólob es también "un símbolo de Jesucristo", en el que Jesús, al igual que Kólob, "gobierna" todas las estrellas y los planetas similares a la Tierra.
La interpretación metafórica es la preferida por el autor mormón Hugh Nibley en su libro El Templo y El Cosmos, ya que armoniza mejor con otras creencias de la Iglesia y del resto del cristianismo, la cuales no creen que Dios tenga una morada material dentro del Universo.

## Kólob en la cultura popular

### «If You Could Hie to Kolob»
«If You Could Hie to Kolob», en español 'Si pudieras subir a Kólob' (hie equivale a «hacer un movimiento súbito»), es un himno compuesto por W. W. Phelps. La música está extraída de una melodía popular en las iglesias del siglo XIX llamada «Dives and Lazarus», arreglada por Ralph Vaughan Williams en 1906. Fue publicado originalmente en 1842 en Times and Seasons y es el himno número 284 en el himnario actual de la Iglesia SUD. Es el único himno que menciona a Kólob, al cual nombra solamente en su primera línea, de la cual se deriva el título. En el mismo se alude a doctrinas únicas del mormonismo, como la naturaleza eterna del espíritu y de la materia, la pluralidad de dioses y el progreso eterno.

### Battlestar Galactica
En el universo ficticio de la serie televisiva de ciencia ficción Battlestar Galactica se menciona al planeta Kobol, antiguo mundo, origen de toda la raza humana. Además se refieren a ciertos «Señores de Kobol» como figuras sagradas. Jana Riess, estudiosa de religiones comparadas, sostiene que este mundo legendario se basa en Kólob, siendo uno de los aspectos de la serie que el productor, Glen Larson, de origen mormón, ha tomado de esta religión.